# Gibárt
Gibárt ist eine ungarische Gemeinde im Kreis Gönc im Komitat Borsod-Abaúj-Zemplén.

## Geografische Lage
Gibárt liegt in Nordungarn, 36 Kilometer nordöstlich des Komitatssitzes Miskolc und 19 Kilometer südwestlich der Kreisstadt Gönc an dem Fluss Hernád. Nachbargemeinden sind Encs, Abaújkér und Hernádbűd.

## Geschichte
Im Jahr 1913 gab es in der damaligen Kleingemeinde 64 Häuser und 426 Einwohner auf einer Fläche von 800 Katastraljochen. Sie gehörte zu dieser Zeit zum Bezirk Göncz im Komitat Abaúj-Torna.

## Sehenswürdigkeiten
- Reformierte Kirche, erbaut 1802
- Römisch-katholische Kapelle Boldogságos Szűz Mária királynő
- Sándor-Petőfi-Gedenktafel
- Szent-István-király-Statue
- Wasserkraftwerk (vízierőmű), erbaut 1902

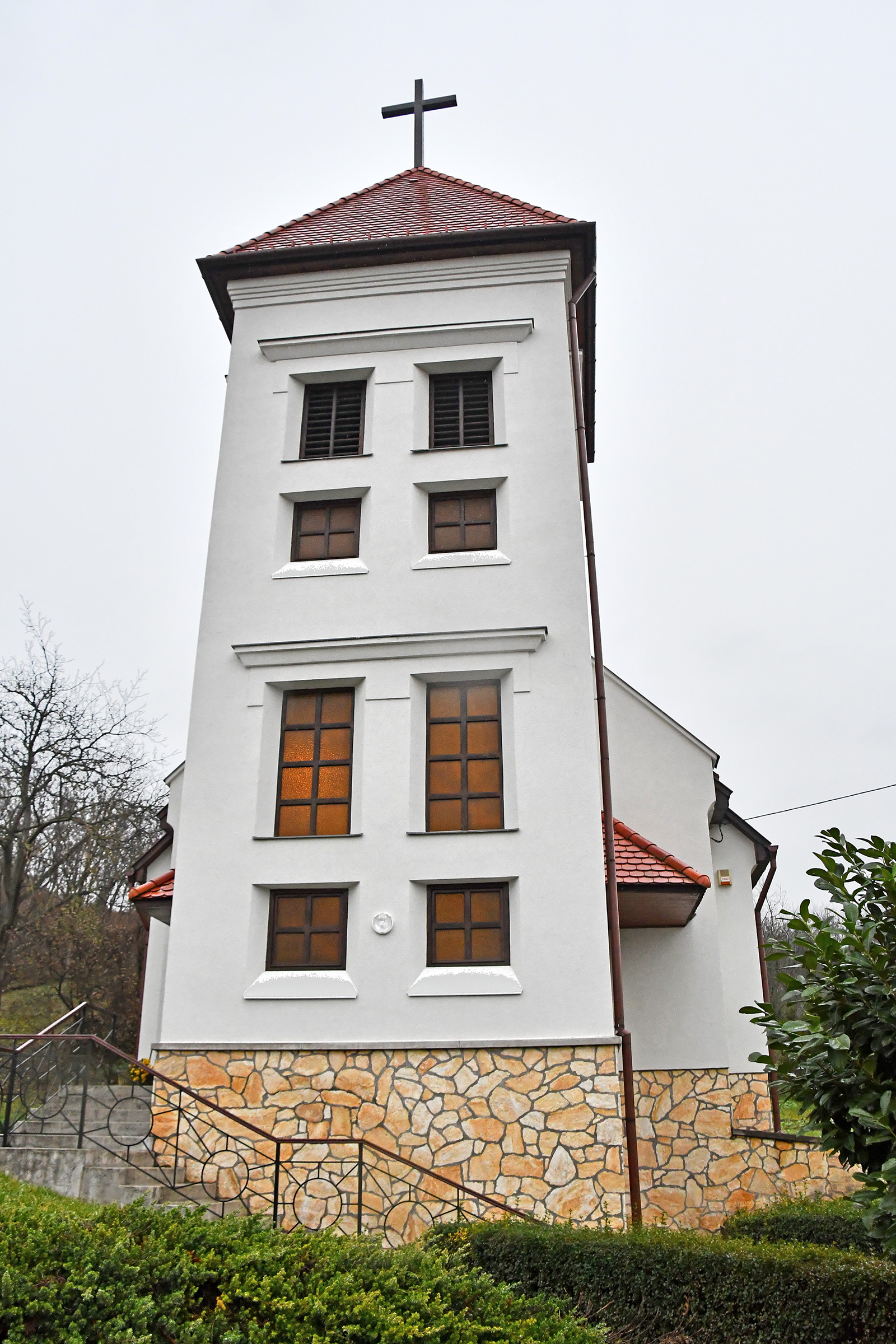
Kapelle Boldogságos Szűz Mária királynő
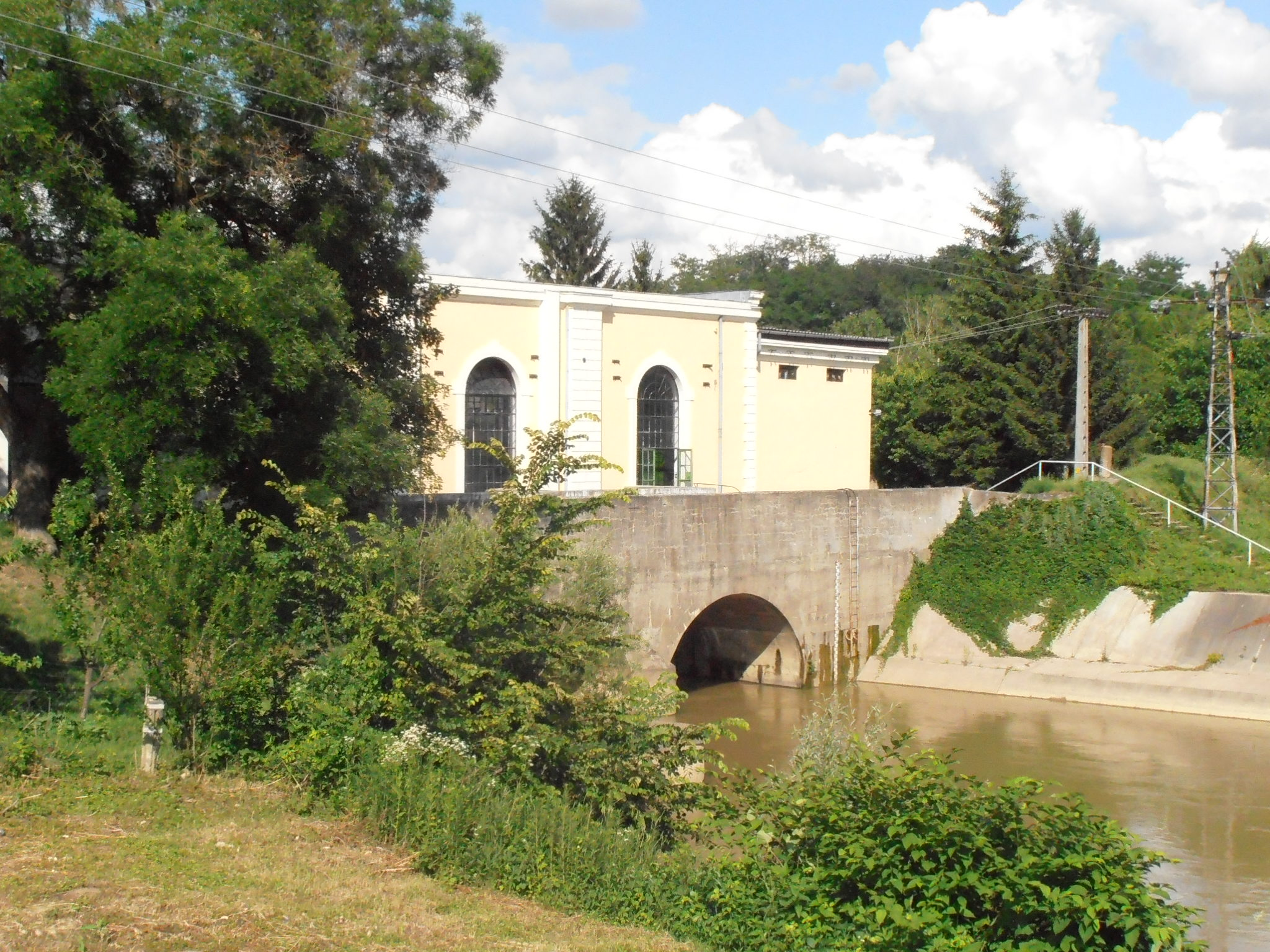
Wasserkraftwerk
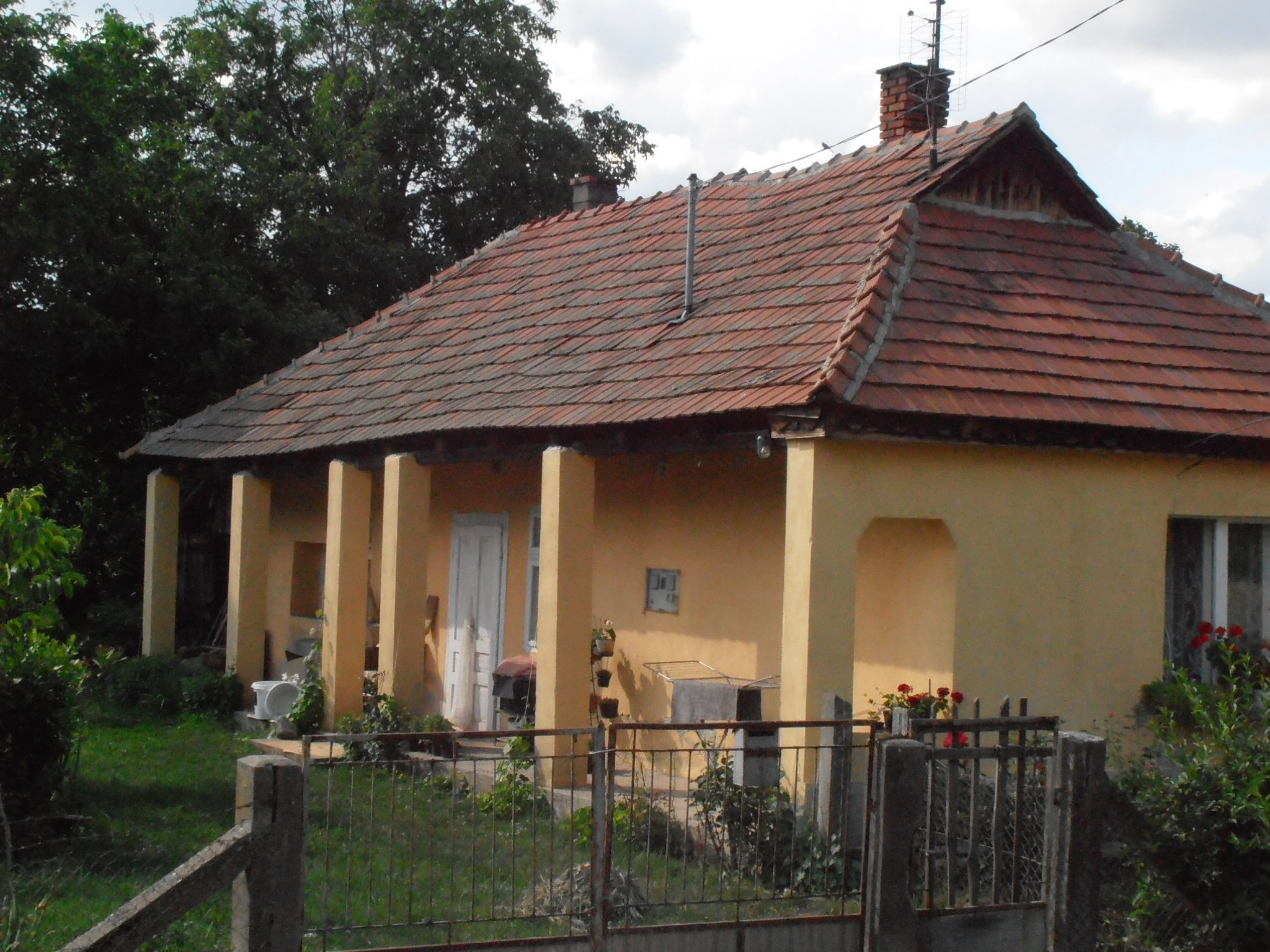
Bauernhaus in Gibárt
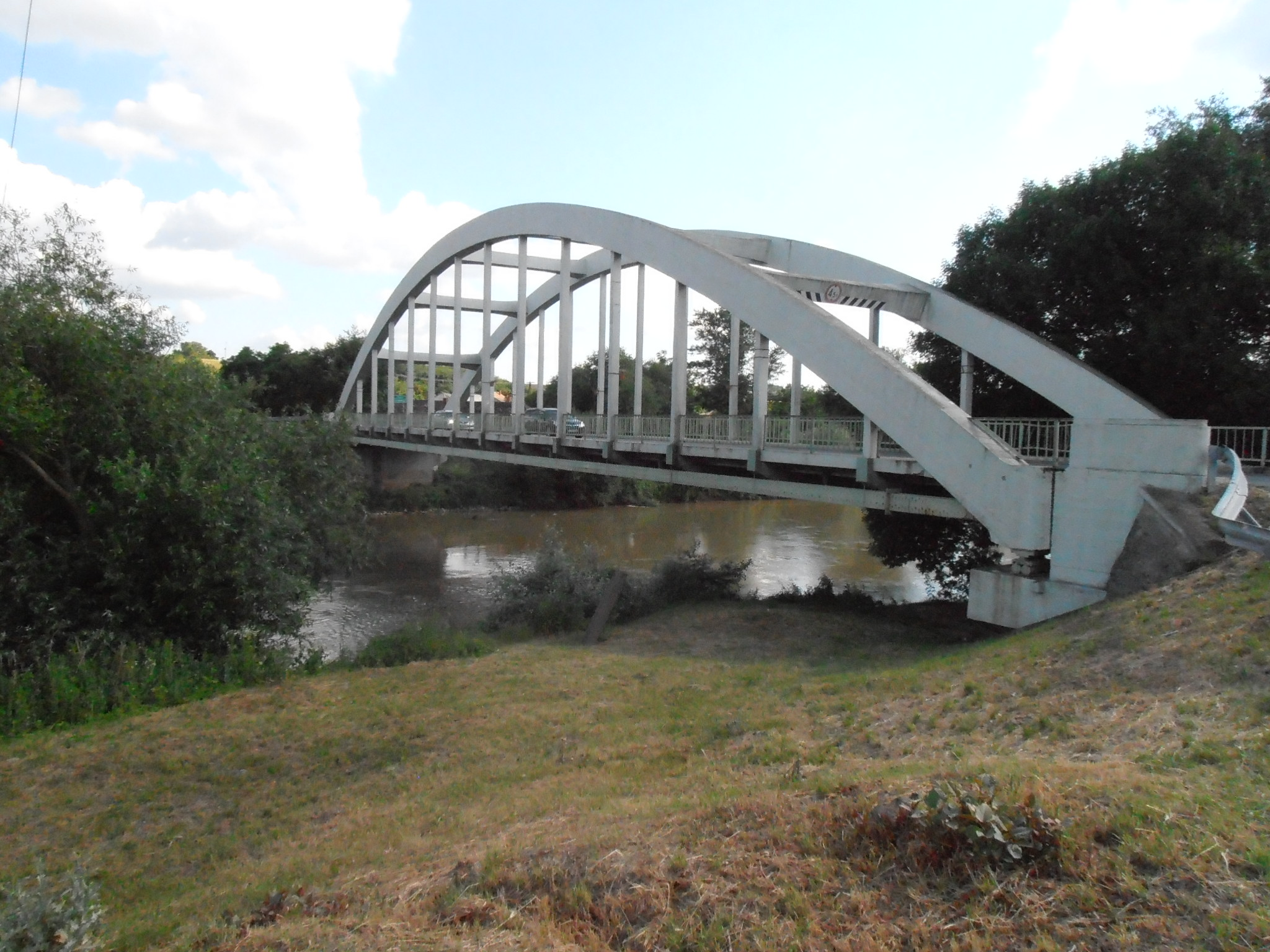
Brücke über den Fluss Hernád

## Verkehr
Durch Gibárt führt die Hauptstraße Nr. 39, auf die in der Ortsmitte die Landstraße Nr. 3707 trifft. Die nächstgelegenen Bahnhöfe befinden sich drei Kilometer westlich in Encs und drei Kilometer östlich in Abaújkér.